# Isla Zacate Grande
Isla Zacate Grande is een stratovulkaan in de Golf van Fonseca in Honduras. De vulkaan vormt een zeven bij tien kilometer breed eiland en heeft zeven parasitische kegels, waaronder Guegensi Island op 3 kilometer van Zacate Grande. De vulkaan is niet meer actief en is een dode vulkaan.
De vulkaan maakt deel uit van de Centraal-Amerikaanse vulkanische boog.